# Beveridge Webster

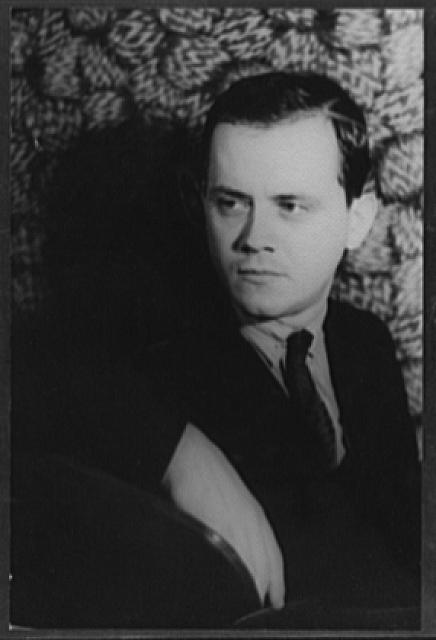
Beveridge Webster (1934).
Photo von Carl Van Vechten

Beveridge Webster (* 13. Mai 1908 in Pittsburgh, Pennsylvania; † 30. Juni 1999 in Hanover/New Hampshire) war ein US-amerikanischer Pianist und Musikpädagoge.

## Karriere
Webster erhielt den ersten Klavierunterricht bei seinem Vater, der der Gründer und Direktor des Konservatoriums von Pittsburgh war. 1921 übersiedelte die Familie nach Paris. Hier studierte Webster am Conservatoire de Paris bei Isidore Philipp und war der erste (und einzige) Amerikaner, der den ersten Preis des Konservatoriums im Fach Klavier erhielt.
Daneben war er am Amerikanischen Konservatorium in Fontainebleau Schüler von Nadia Boulanger und Robert Casadesus. Hier erhielt er 1922 einen ersten Preis. Anfang der 1930er Jahre studierte er bei Artur Schnabel in Berlin.
Bereits seit den 1920er Jahren gab Webster Konzerte in Paris in ganz Europa. Er war befreundet mit Maurice Ravel und Jacques Durand, dem Herausgeber Debussys und spielte 1924 sechzehnjährig mit dem Violinisten Samuel Dushkin die Uraufführung von Ravels Tzigane. In der Pariser Zeit begann er auch zu unterrichten; unter seinen Schülern waren Hephzibah und Yaltah Menuhin.
1934 debütierte Webster in den USA mit dem New York Philharmonic Orchestra im Zweiten Klavierkonzert von Edward MacDowell. Wenige Wochen danach gab er seinen ersten Klavierabend in der Carnegie Hall in New York City. Er trat in den folgenden Jahren mit den namhaftesten Orchestern der USA ebenso auf wie als Klaviersolist und Kammermusiker. Sein Repertoire umfasste die klassische Klavierliteratur von Bach über Beethoven bis hin zu den Avantgardisten des 20. Jahrhunderts. Insbesondere galt er als Spezialist für die Werke Ravels und Debussys.
Er  spielte Erstaufführungen und häufig auch Erstaufnahmen von Werken amerikanischer Komponisten wie Elliott Carter, Roger Sessions, William Schuman, Louise Talma, Robert Helps und David Diamond und spielte auch Erstaufnahmen von Kompositionen Alban Bergs, Arnold Schoenbergs und Igor Strawinskis ein. Anlässlich des 50. Todestages Debussys spielte er dessen gesamtes Klavierwerk in einer dreiteiligen Konzertreihe u. a. in New York und Chicago.
Von 1940 bis 1946 unterrichtete Webster am New England Conservatory, danach bis zum Ruhestand 1990 an der Juilliard School of Music. Daneben wirkte er als Gastprofessor an zahlreichen Konservatorien und Universitäten der USA und war von 1961 bis 1970 performing artist beim Aspen Music Festival. Zu seinen Schülern zählten unter anderem Paul Jacobs und Michel Block, Thomas Schumacher, Thomas Mastroianni und Raymond Jackson.
Webster war seit 1940 mit der Sängerin Frances Brown verheiratet, mit der er auch gemeinsam auftrat. Sein Sohn Michael Webster wurde als Klarinettist, Dirigent und Komponist bekannt.